# Agios Nikolaos (Lagos)
Agios Nikolaos (griechisch Άγιος Νικόλαος, auch Ai Nikola Αϊ Νικόλα) ist der Name einer kleinen Insel und des auf ihr liegenden Klosters in der Lagune von Lagos in der griechischen Region Ostmakedonien und Thrakien. Agios Nikolaos ist die nördlichste Insel Griechenlands. Administrativ gehört sie zur Gemeinde Avdira.
Das Kloster ist eine Metochie (Filialkloster) des Großklosters Vatopedi auf der Halbinsel Athos und wird von einigen Mönchen bewohnt und bewirtschaftet. Es ist nördlich durch einen rund 130 Meter langen Steg mit dem Festland verbunden und über einen Parkplatz der 200 m nördlich verlaufenden Autobahn 2 erreichbar.
Zu dem Kloster gibt es zwei Gründungslegenden: Eine berichtet von einem türkischen Bey, der nach der Heilung seiner kranken Tochter durch einen Einsiedler das Gebiet dem Kloster Vatopedi geschenkt habe. Nach einer älteren Überlieferung weihte der Patriarch von Konstantinopel, Nektarios, das Kloster im Beisein des oströmischen Kaisers Arcadius, nachdem dieser durch Fürbitten Marias einem Schiffbruch entkommen war. 
Zu den Besitzungansprüchen des Klosters Vatopedi gehört auch der gesamte, nördlich angrenzende Vistonida-See, der eine Rolle im Immobilienskandal um die Geschäftsbeziehungen des Klosters Vatopedi zum griechischen Staat spielt.

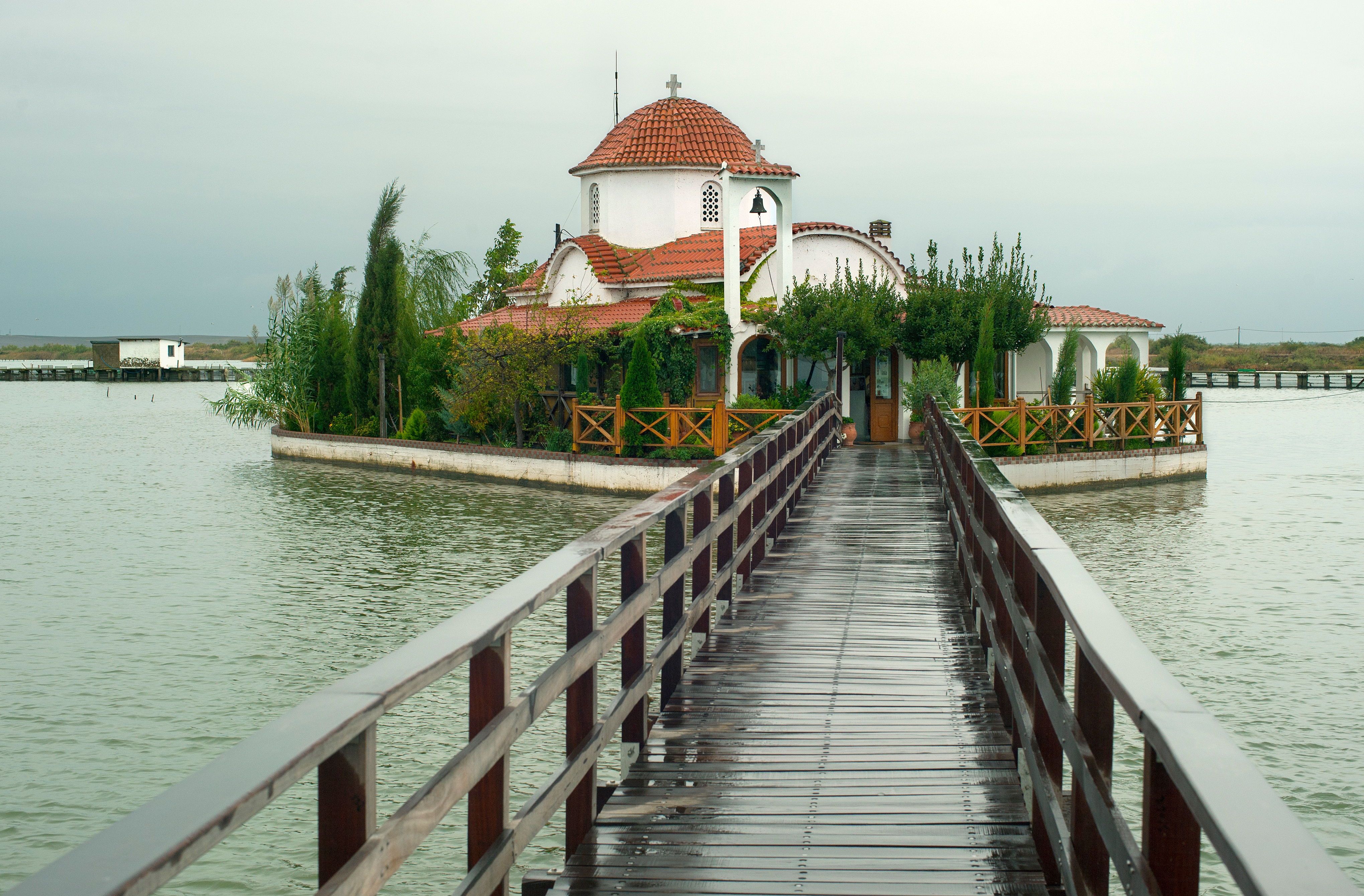
Die der Pantanassa geweihte Kirche

80 m südlich der Klosterinsel befindet sich ein weiteres, winziges Inselchen mit einer Kapelle der Gottesmutter Pantanassa, das eine Nachbildung der gleichnamigen Marienikone aus dem Kloster Vatopedi birgt und über einen weiteren Steg mit der Klosterinsel verbunden ist.